# Cosmopterix latilineata
Cosmopterix latilineata là một loài bướm đêm thuộc họ Cosmopterigidae. Loài này có ở Thái Lan và Philippines.